# Lambertia uniflora
Lambertia uniflora är en tvåhjärtbladig växtart som beskrevs av Robert Brown. Lambertia uniflora ingår i släktet Lambertia och familjen Proteaceae. Inga underarter finns listade i Catalogue of Life.